# Rupe, Celje
Rupe este o localitate din comuna Celje, Slovenia, cu o populație de 78 de locuitori.